# امید ابوالحسنی
امید ابوالحسنی (انگلیسی: Omid Abolhassani؛ زاده ۲۰ سپتامبر ۱۹۸۸) یک بازیکن فوتبال اهل ایران است.

## محرومیت
امید ابوالحسنی در تاریخ ۷ آبان ۱۳۹۶ به دلیل مصرف ماده ممنوعه هیجنامین، از طرف شورای صدور رای ستاد ملی مبارزه با دوپینگبه مدت ۴ سال تا تاریخ ۶ آبان ۱۴۰۰ از هرگونه فعالیت فوتبالی محروم شد.